# Anton Domicelj
Anton Domicelj (tudi Domizel), slovenski rimskokatoliški duhovnik, politik in publicist, * 10. junij 1834, Zagorje pri Pivki, † 12. februar 1892, Šempeter pri Gorici.

## Življenje in delo
Gimnazijo in bogoslovje je obiskoval v Ljubljani in bil 1859 posvečen v duhovnika. Služboval je v Dragatušu (1860), Fari pri Kostelu (1863), Mozelju (1864), Črnomlju (1865), Starem trgu pri Poljanah (1867), Šmarju pri Šentjerneju  (1868), Sorici (1870), Cerknici (1871), Orehku (1872), na Črnem vrhu nad Idrijo (od 1875 dalje). Po upokojitvi 1891 je živel kot upokojen vikar v Podnanosu (1891) in Šempetru pri Gorici (1892).
S politično publicistiko se je ukvarjal v letih 1863−1870 in polnil s političnimi članki in uvodniki liste: celovški Slovenec, Slovenski narod in Novice. S članki je skušal začrtati pota in cilje politiki Slovencev obenem pa se je zavzemal, da se v šolah prične uvajati slovenščina. Veliko je dopisoval tudi v hrvaške, češke, poljske in ruske časopise. Odločno je zagovarjal mladoslovenske težnje, federalistično ureditev avstroogrske in Zedinjeno Slovenijo.  